# Keegan (Band)
Keegan ist eine deutsche Rockband, die 2000 von Ian Maxwell († 15. Juli 2022) und Massimo Peter-Bille in Köln gegründet wurde.
Als Inspiration für den Bandnamen diente der englische Fußballspieler Kevin Keegan, ein großer Held des Sängers und Exil-Briten Ian Maxwell.

## Diskografie

### Studioalben
- 2003: Melody (EP, Abaco Records)
- 2008: Looking Out for No. 1 (CD, Rookie Records)[4][5]
- 2011: Keeping the Sparks (CD, Sound Guerilla)[6][7]
- 2014: Underdogs Are Go (CD, Radar Music)[8]
- 2016: Famous Last Words (Vinyl, CD, Bellfire Records)[9][10][11][12]
- 2018: An Itch You Can’t Scratch (Vinyl, CD, Bellfire Records)[13][14][15]
- 2022: Daylight Robbery (Vinyl, CD, Rookie Records)[16][17]

### Singles
- 2016: Poison[18]
- 2016: Shut Up and Dance[19]
- 2018: Famous Last Words[20]
- 2018: Two Wrongs[21]
- 2022: Say It Sweet[22]

### Beiträge zu Kompilationen
- 2007: Long Time Ago (auf: Sensory Lullabies - The Ultimate Tribute to Jellyfish, Burning Sky Records)[23]